# J1리그 2018
J1리그 2018은 J1리그의 26번째 시즌이다. 메이지 야스다 생명 보험과 리그 타이틀 스폰서 계약을 4년간 체결해서 2018 메이지 야스다 생명 J1리그로 리그를 진행한다. 리그는 2월 23일 개막해서 12월 1일 막을 내린다. 풀-리그 방식으로 치러진다.

## 참가 팀
1993년 첫 시즌부터 2018년 시즌까지 강등되지 않았던 클럽은 두 팀으로, 가시마 앤틀러스, 요코하마 F. 마리노스이다.
2018 시즌 참가팀
| 구단                     | 연고지                                          | 경기장                     | 수용인원 | 감독                | 비고                       |
| ------------------------ | ----------------------------------------------- | -------------------------- | -------- | ------------------- | -------------------------- |
| 가와사키 프론탈레        | 가나가와현, 가와사키시                          | 도도로키 육상 경기장       | 27,495   | 오니키 도루         | J1리그 2017 우승           |
| 가시마 앤틀러스          | 이바라키현, 가시마시                            | 가시마 사커 스타디움       | 40,728   | 오이와 고           | J1리그 2017 준우승         |
| 세레소 오사카            | 오사카부, 오사카시 & 사카이시                   | 얀마 스타디움              | 47,816   | 윤정환              | J1리그 2017 3위            |
| 가시와 레이솔            | 지바현, 가시와시                                | 히타치 가시와 축구장       | 15,349   | 시모타이라 타카히로 | J1리그 2017 4위            |
| 요코하마 F. 마리노스     | 가나가와현, 요코하마시                          | 닛산 스타디움              | 72,327   | 엔제 포스테코글루   | J1리그 2017 5위            |
| 주빌로 이와타            | 시즈오카현, 이와타시                            | 야마하 스타디움            | 15,165   | 나나미 히로시       | J1리그 2017 6위            |
| 우라와 레드 다이아몬즈   | 사이타마현, 사이타마시                          | 사이타마 스타디움 2002     | 63,700   | 호리 다카후미       | J1리그 2017 7위            |
| 사간 도스                | 사가현, 도스시                                  | 베스트 아메니티 스타디움   | 24,490   | 마시모 피카덴티     | J1리그 2017 8위            |
| 비셀 고베                | 효고현, 고베시                                  | 노에비아 스타디움          | 34,000   | 후안 마누엘 리요    | J1리그 2017 9위            |
| 감바 오사카              | 오사카부 스이타시                               | 파나소닉 스타디움          | 39,694   | 미야모토 쓰네야스   | J1리그 2017 10위           |
| 홋카이도 콘사돌레 삿포로 | 홋카이도, 삿포로시                              | 삿포로 돔                  | 41,484   | 요모다 슈헤이       | J1리그 2017 11위           |
| 베갈타 센다이            | 미야기현, 센다이시                              | 유아텍 스타디움 센다이     | 19,694   | 와타나베 스스무     | J1리그 2017 12위           |
| FC 도쿄                  | 도쿄도                                          | 도쿄 스타디움              | 49,970   | 하세가와 겐타       | J1리그 2017 13위           |
| 시미즈 에스펄스          | 시즈오카현, 시즈오카시                          | IAI 스타디움               | 20,299   | 얀 옌손             | J1리그 2017 14위           |
| 산프레체 히로시마        | 히로시마현, 히로시마시                          | 에디온 스타디움            | 50,000   | 죠후쿠 히로시       | J1리그 2017 15위           |
| 쇼난 벨마레              | 가나가와현, 히라쓰카시 외 8개의 시, 11개 정(町) | 쇼난 BMW 스타디움 히라쓰카 | 15,690   | 조귀재              | J2리그 2017 우승           |
| V-파렌 나가사키          | 나가사키현 나가사키시 & 이사하야시              | 트랜스코스모스 스타디움    | 20,000   | 다카기 다쿠야       | J2리그 2017 준우승         |
| 나고야 그램퍼스          | 아이치현, 나고야시 & 도요타시 & 미요시시        | 도요타 스타디움            | 45,000   | 가자마 야히로       | J2리그 2017 승격 P.O. 우승 |

## 순위
| 순위 | 팀                         | 경기 | 승 | 무 | 패 | 득 | 실 | 차  | 승점 | 참가 자격 및 강등           |
| ---- | -------------------------- | ---- | -- | -- | -- | -- | -- | --- | ---- | --------------------------- |
| 1    | 가와사키 프론탈레 (C) (Q)  | 34   | 21 | 6  | 7  | 57 | 27 | +30 | 69   | AFC 챔피언스리그 조별 리그  |
| 2    | 산프레체 히로시마 (Q)      | 34   | 17 | 6  | 11 | 47 | 35 | +12 | 57   | AFC 챔피언스리그 플레이오프 |
| 3    | 가시마 앤틀러스 (Q)        | 34   | 16 | 8  | 10 | 50 | 39 | +11 | 56   | AFC 챔피언스리그 플레이오프 |
| 4    | 홋카이도 콘사돌레 삿포로   | 34   | 15 | 10 | 9  | 48 | 48 | 0   | 55   |                             |
| 5    | 우라와 레드 다이아몬드 (Q) | 34   | 14 | 9  | 11 | 51 | 39 | +12 | 51   | AFC 챔피언스리그 조별 리그  |
| 6    | FC 도쿄                    | 34   | 14 | 8  | 12 | 39 | 34 | +5  | 50   |                             |
| 7    | 세레소 오사카              | 34   | 13 | 11 | 10 | 39 | 38 | +1  | 50   |                             |
| 8    | 시미즈 에스펄스            | 34   | 14 | 7  | 13 | 56 | 48 | +8  | 49   |                             |
| 9    | 감바 오사카                | 34   | 14 | 6  | 14 | 41 | 46 | -5  | 48   |                             |
| 10   | 비셀 고베                  | 34   | 12 | 9  | 13 | 45 | 52 | -7  | 45   |                             |
| 11   | 베갈타 센다이              | 34   | 13 | 6  | 15 | 44 | 54 | -10 | 45   |                             |
| 12   | 요코하마 F. 마리노스       | 34   | 12 | 5  | 17 | 56 | 56 | 0   | 41   |                             |
| 13   | 쇼난 벨마레                | 34   | 10 | 11 | 13 | 36 | 41 | -5  | 41   |                             |
| 14   | 사간 도스                  | 34   | 10 | 11 | 13 | 29 | 34 | -5  | 41   |                             |
| 15   | 나고야 그램퍼스            | 34   | 12 | 5  | 17 | 52 | 59 | -7  | 41   |                             |
| 16   | 주빌로 이와타              | 34   | 10 | 11 | 13 | 35 | 48 | -13 | 41   | J1-2리그 승강 플레이오프    |
| 17   | 가시와 레이솔 (R)          | 34   | 12 | 3  | 19 | 47 | 54 | -7  | 39   | J2리그 2019로 강등          |
| 18   | V-파렌 나가사키 (R)        | 34   | 8  | 6  | 20 | 39 | 59 | -20 | 30   | J2리그 2019로 강등          |

|}

* 마지막 업데이트 : 2018년 12월 9일
* 출처 : 
* 순위 결정방식 : 
1) 승점; 2) 골 득실차; 3) 득점 수.
1:
* (C) = 우승; (R) = 강등; (P) = 승격; (O) = 플레이오프 승리; (A) = 다음 라운드 진출 
* 시즌이 끝나지 않은 경우만 사용되는 표시: 
(Q) = 대항전 진출 자격이 됨; (TQ) = 대항전 진출 자격이 됐으나 진출할 라운드가 정해지지 않음; (RQ) = 강등 결정전 진출 자격이 됨; (DQ) = 대항전 진출 자격을 잃음.

## 승강 플레이오프
J1리그 16위팀과 J2리그 승격 플레이오프(J2리그 3~6위팀 3팀이 경쟁한다.) 최종승자가 승강 플레이오프를 J1리그 16위팀 홈에서 단판경기로 치러서 이긴 팀이 J1리그로 승격 또는 잔류하고 진 팀이 J2리그로 강등 또는 잔류한다.
틀:4TeamBracket-RP-sweep

#### 승격 준플레이오프
| 오미야 아르디자 (J2리그 5위) | 0 - 1    | 도쿄 베르디 (J2리그 6위) |
| ---------------------------- | -------- | ------------------------ |
|                              | 公式記録 | 平智広 71′               |

#### 승격 플레이오프
| 요코하마 FC (J2리그 3위) | 0 - 1 | 도쿄 베르디 (J2리그 6위) |
| ------------------------ | ----- | ------------------------ |
|                          |       | 더글라스 비에이라 90′    |

#### J1-2리그 승강 플레이오프
| 팀 1                 | 결과  | 팀 2               |
| -------------------- | ----- | ------------------ |
| 주빌로 이와타(J1-16) | 2 - 0 | (J2-PW)도쿄 베르디 |

| 주빌로 이와타 (J1리그 16위)                  | 2 - 0 | 도쿄 베르디 (J2리그 6위) |
| -------------------------------------------- | ----- | ------------------------ |
| 오가와 고키 41′ (페널티) · 다쿠치 다이시 80′ |       |                          |

주별로 이와타 J1리그 잔류. 도쿄 베르디. J2리그 잔류

## 외국인 선수 명단
J1리그 구단들은 규정상 총 다섯 명의 외국인 선수를 보유할 수 있으며, 경기 라인업에는 최대 네 명의 선수가 포함될 수 있다. 그 중 세 자리 만이 AFC 이외의 대륙 소속 선수가 포함될 수 있다. J리그와 파트너쉽 계약을 맺은 국가(태국, 베트남, 미얀마, 캄보디아, 인도네시아, 이란, 말레이시아, 카타르) 출신 선수들은 이 모든 제한에서 제외된다.
* 여름이적시장을 통해 새로 영입된 선수들은 볼드체로 표기되었다.
   논-아시안쿼터에 해당하는 선수

   여름이적시장 이후 등록명단에서 제외된 선수
| 구단                     | 선수 1            | 선수 2              | 선수 3              | 선수 4          | 선수 5          | 기타                          | 여름 방출                           |
| ------------------------ | ----------------- | ------------------- | ------------------- | --------------- | --------------- | ----------------------------- | ----------------------------------- |
| V-파렌 나가사키          | 요르디 부이스     | 하이로 모리야스     | 후안마              | 최규백          |                 |                               | 벤 할로런                           |
| 가시마 앤틀러스          | 레안드루          | 레우 시우바         | 세르지뉴            | 정승현          | 권순태          |                               | 페드루 주니오르                     |
| 가시와 레이솔            | 크리스치아누      | 나탕 오타비우       | 마이클 올룽가       | 김보경          | 김보경          |                               | 하몽 로페스 윤석영                  |
| 가와사키 프론탈레        | 카이우 세자르     | 에두아르두          | 이우시뉴            | 정성룡          | 제퍼슨 타비나스 |                               | 에두아르두 네투                     |
| 감바 오사카              | 아데미우송        | 파비우 아기아르     | 황의조              | 오재석          |                 |                               | 마테우스 제주스                     |
| 나고야 그램퍼스          | 조                | 가브리에우 샤비에르 | 에두아르두 네투     | 윌리앙 호샤     | 미첼 랭가랙     |                               | 와싱톤                              |
| FC 도쿄                  | 지에구 올리베이라 | 린스                | 리피 벨루수         | 장현수          |                 | 자킷 와크피롬                 |                                     |
| 베갈타 센다이            | 하파에우송        | 하몽 로페스         | 김정야              | 이윤오          |                 | 량용기                        |                                     |
| 비셀 고베                | 루카스 포돌스키   | 웰링톤              | 안드레스 이니에스타 | 김승규          |                 | 자킷 와크피롬 아흐메드 야세르 |                                     |
| 사간 도스                | 페르난도 토레스   | 조안 오우마리       | 조동건              | 김민혁          |                 |                               | 빅토르 이바르보 안용우 정승현       |
| 산프레체 히로시마        | 베사르트 베리샤   | 파트릭              | 펠리피 시우바       |                 |                 | 티라신 댕다                   |                                     |
| 세레소 오사카            | 소우자            | 오스마르 바르바     | 마테이 요니치       | 양동현          | 김진현          | 피어스 워링 차오왓 비라찻     |                                     |
| 쇼난 벨마레              | 미하엘 미키치     | 안드레 바이아       | 이정협              |                 |                 |                               | 알렌 슈테파노비치                   |
| 시미즈 에스펄스          | 더글라스          | 크리슬란            | 프레이히            | 미첼 듀크       | 황석호          | 정대세                        | 우샤오청                            |
| 요코하마 F. 마리노스     | 우구 비에이라     | 올리비에 부말       | 두샨 츠베티노비치   | 치아구 마르친스 | 윤일록          | 시노즈카 잇페이               | 다비드 바분스키 밀로시 데게넥       |
| 우라와 레드 다이아몬즈   | 즐라탄 류비얀키치 | 마우리시우 안토니우 | 파브리시우          | 퀜텐 마르티누스 | 앤드류 나부트   |                               |                                     |
| 주빌로 이와타            | 아다이우통        | 크리스토프 카민스키 | 에렌 알바이라크     | 포질 무사에프   |                 |                               | 길례르미 산투스 가브리에우 모르베크 |
| 홋카이도 콘사돌레 삿포로 | 제이 보스로이드   | 김민태              | 구성윤              |                 |                 | 차나팁 송끄라신               | 헤이스 줄리뉴                       |

## 시즌 통계

### 득점 순위
| 순위 | 이름              | 소속                     | 득점 |
| ---- | ----------------- | ------------------------ | ---- |
| 1    | 조                | 나고야 그램퍼스          | 24   |
| 2    | 파트릭            | 산프레체 히로시마        | 20   |
| 3    | 황의조            | 감바 오사카              | 16   |
| 4    | 고바야시 유       | 가와사키 프론탈레        | 15   |
| 4    | 고로키 신조       | 우라와 레드 다이아몬드   | 15   |
| 6    | 지에구 올리베이라 | FC 도쿄                  | 13   |
| 6    | 우구 비에이라     | 요코하마 F. 마리노스     | 13   |
| 6    | 기타가와 고야     | 시미즈 에스펄스          | 13   |
| 9    | 도쿠라 겐         | 홋카이도 콘사돌레 삿포로 | 12   |
| 10   | 니시무라 다쿠마   | 베갈타 센다이            | 11   |
| 10   | 스즈키 유마       | 가시마 앤틀러스          | 11   |
| 10   | 가와마타 겐고     | 주빌로 이와타            | 11   |
| 10   | 더글라스          | 시미즈 에스펄스          | 11   |
| 10   | 스즈키 무사시     | V-파렌 나가사키          | 11   |

## 같이 보기
- J2리그 2018
- J3리그 2018